# Музеј исламске уметности у Каиру
Музеј исламске уметности у Каиру, Египат (متحف الفن الإسلامي) сматра се једним од највећих на свету, са изузетном колекцијом ретких предмета од дрвета и гипса, као и металних, керамичких, стаклених, кристалних и текстилних предмета свих периода, из целог исламског света.
После реновирања, музеј је изложио око 4.500 предмета у 25 сала, али у њему се налази више од 100.000 предмета, а остатак је у депоима. Збирка укључује ретке рукописе Курана, са неколико калиграфија исписаних сребрним мастилом, на страницама са сложеним обрубима.
Музеј је спроводио археолошка ископавања на подручју Фустата и организовао низ националних и међународних изложби. Музеј је био затворен ради реновирања 2003. године, а поново отворен 8 година касније, августа 2010. године. Обнова је коштала скоро 10 милиона америчких долара.

## Историја
Иако је препознавање египатске фараонске уметности наговештено у Каиру оснивањем Египатског одељења за антиквитете и Египатског музеја 1858. године, вредност исламске уметности је била недовољно препозната. Хедив Исмаил-паша одобрио је предлог за оснивање Музеја исламске уметности у дворишту Бајбарсове џамије, али то је спроведено тек 1880. године, када је хедив Теуфик издао наредбу Министарству задужбина да га изгради.
Јулиус Франц, аустријски научник мађарског порекла, шеф техничког одељења Министарства задужбина, предложио је 1881. године да срушена џамија Фатимидског халифе ал Хакима, поред капије Баб ал Футух, буде привремено седиште за музеј. Тамо је, у источној аркади, била опремљена галерија, која се у почетку састојала од 111 архитектонских дела преузетих са других споменика.
Ствари су се поправиле исте године када је хедив Теуфик одобрио „Комитет за арапске антиквитете“, чија је дужност укључивала вођење Арапског музеја, обезбеђивање предмета, као и очување споменика. Као резултат, аркаде џамије биле су препуне. Током 1884. године у дворишту је изграђена двоспратна грађевина у којој се налазила збирка од 900 предмета, мада се њено особље састојало од само једног кустоса и једног чувара.
Током 1887. године Макс Херц, такође Аустријанац, заменио је Јулиуса Франца и почео да уводи многе промене. Тада је предложио да име музеја буде Галерија арапских антиквитета (ар: دار الاثار العربية). До 1895. године колекција је садржала 1.641 предмета, те је нова зграда постала претесна, па је Херц затражио од министарства изградњу већег музеја. 1899. године постављени су темељи за садашњу већу зграду у области Баб ал Халк у Каиру.
Садашњу зграду пројектовао је Алфонсо Манескало, а завршена је 1902. године у неомамелучком стилу, са горњим спратом у коме се налази Национална библиотека. Званично је отворен 28. децембра 1903. године, од стране хедива Абаса Хилмија. Стари музеј у оквиру џамије ал-Хаким срушен је 1970-их, током обнове саме џамије.

## Дизајн
Музеј је се налази у историјском делу Каира. Има два улаза: један на североисточној страни и други на југоисточној страни. Прелепа башта са фонтаном некада је водила до првог улаза, али је касније уклоњена. Улаз у улици Порт Саид има врло луксузну фасаду, богату украсима и удубљењима инспирисаним исламском архитектуром у Египту из различитих периода. Музеј је двоспратна зграда; доњи спрат садржи изложбене сале, а горњи спрат канцеларије. Подрум садржи продавницу повезану са Одељењем за рестаурацију.

## Експлозија
Дана 24. јануара 2014. године, напад аутомобила бомбе усмереним на седиште полиције у Каиру на супротној страни улице, музеју је нанео знатну штету и уништио многе артефакте. Процењује се да је за 20-30% артефаката потребна рестаурација. Експлозија је такође озбиљно оштетила фасаду зграде, уништивши комплексне украсе у исламском стилу. Погођена је и Народна библиотека у истој згради. Почетком 2015. године започети су нови радови на музеју како би се вратио у оригинално стање. Финансијску помоћ пружили су УНЕСКО, влада Швајцарске, Уједињених Арапских Емирата и Италије. Музеј је званично поново пуштен у рад јануара 2017. године.

## Збирка музеја
Збирка садржи артефакте из Египта, Северне Африке, Андалузије, Арабијског полуострва и Ирана, покривајући период од 7. до 19. века. Изложени предмети у десном крилу музеја подељени су у периоде: омејадски, абасидски, ејубидски, мамелучки и османски. Предмети у левом крилу музеја су груписани у одељке: наука, астрономија, калиграфија, новац, камен и текстил кроз разне епохе.

## Библиотека
У библиотеци Музеја исламске уметности налази се богата и ретка колекција специјализованих књига и референци које покривају широк спектар тема попут исламске историје, антиквитета, уметности и архитектуре, са грађом од око тридесет хиљада свезака. Налази се на првом спрату управне зграде и организована је према уметничким предметима. Колекција библиотеке такође укључује разне периодичне публикације и часописе који су специјализовани за исламску уметност и архитектуру.

## Галерија
- Мермерне тегле и сталци са урезаним орнаментима
- Керамичка плоча са обојеном декорацијом и провидном глазуром, 17. век
- Кутија од слоноваче, Индија, 17. век
- Медицински рецепт издат у бимаристану султана Калавуна
- Дрвени михраб, 12. век

- Осликани тањир, фатимидски период
- Мермерни медаљон, званични лого Музеја исламске уметности
- Два бакарна астролаба, 14-18. век
- Позлаћена и емајлирана стаклена лампа из џамије, мамелучки период
- Дрвене греде из маристана султана Калавуне, 11. век